# チャンキーヨ
チャンキーヨ（Chankillo）は、ペルー共和国アンカシュ県のカスマ・セチン盆地の沿岸砂丘で見つけられた古代建築物である。遺跡には、丘の頂上の砦、近くにある太陽観測のための13基の塔、住居跡と広場があり、塔は紀元前4世紀ころに建てられたものと考えられている。2008年現在、この地で生み出された文明はまだ解明されていない。
遺跡は、約4平方キロメートル（1.5平方マイル）の面積に広がる要塞化された寺として解釈されている。

## 13基の太陽観測塔

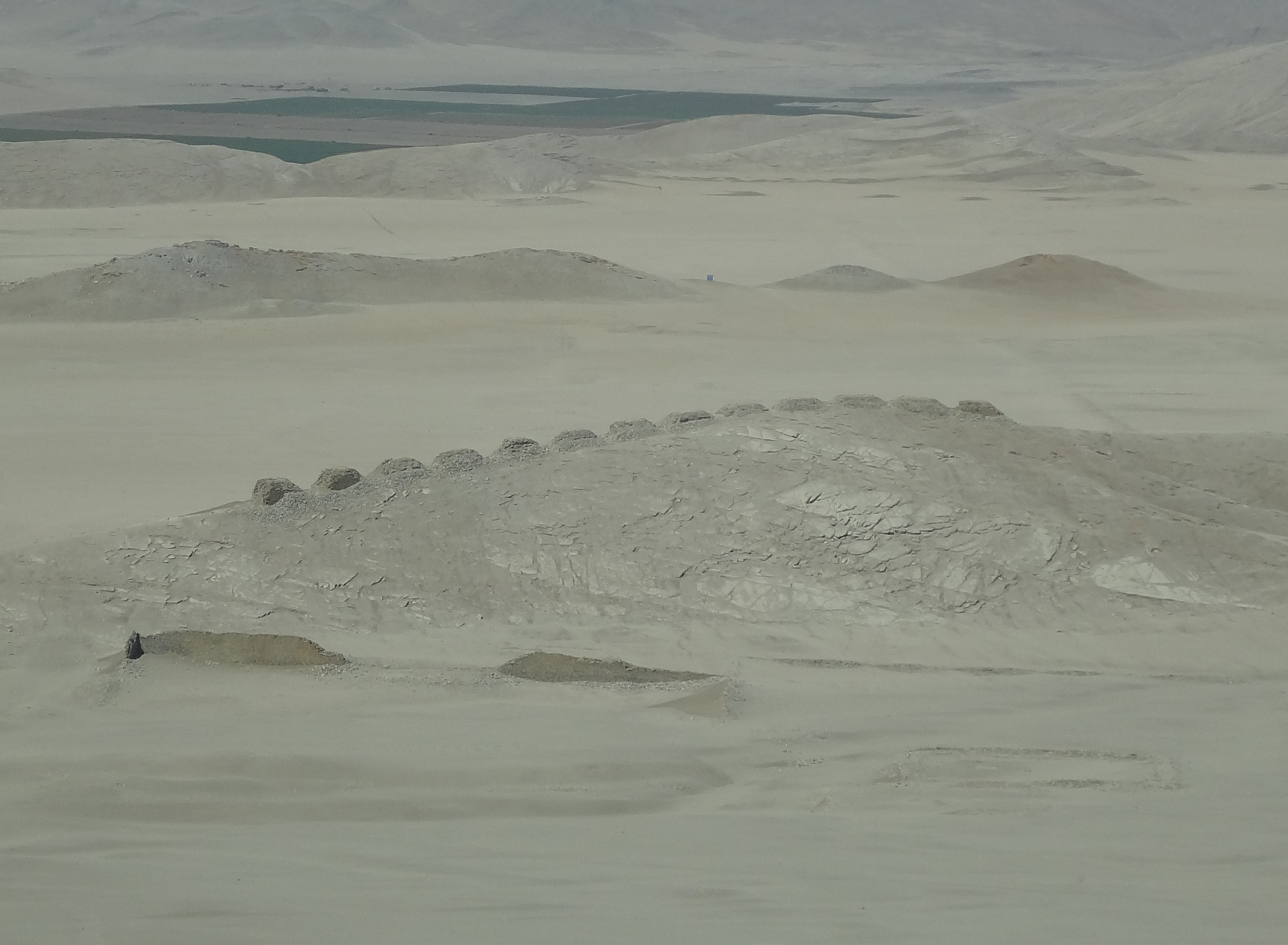
要塞から望む、観測塔群

一定の間隔を開けた13基ある塔は、南北に走る低い丘の上に建設され、狭い等間隔で歯型の地平線を形成している。その丘の下の東西2ヶ所に観測所が設けられている。地平線に沿った塔の列の長さ約300メートルの広がりは、年間を通じて日の出と日の入りの位置と非常に密接に一致している。日の出が、最も左の塔に現れる冬至から6ヵ月後の夏至に最も右の塔に到達するまで、各々の塔から昇る太陽を観測し日数の経過を記録していた。この13基の塔は、アメリカ州で最古の天文台であった可能性がある。チャンキーヨの住民は、塔を使い日の出や日の入りを観測することによって1日から2日程度の誤差で正確な日付を決めることができた。
塔の存在は、何世紀もの前から旅行者には知られていた。1940年代に出版された探険家トール・ヘイエルダールのコンティキ号探検記によって、塔の天文機能の推測が有名になったが、2007年にイバン・ゲッチとクライブ・ラグルズによって詳細が明らかになるまでは仮定に過ぎなかった。

## 世界遺産
チャンキーヨの遺跡は、2020年の第44回世界遺産委員会に向けて推薦されたが、新型コロナウイルスの影響で会合が延期されたため、2021年に登録された。

### 登録基準
この世界遺産は世界遺産登録基準のうち、以下の条件を満たし、登録された（以下の基準は世界遺産センター公表の登録基準からの翻訳、引用である）。
- (1) 人類の創造的才能を表現する傑作。
- (4) 人類の歴史上重要な時代を例証する建築様式、建築物群、技術の集積または景観の優れた例。